# Osvaldo Fattoruso

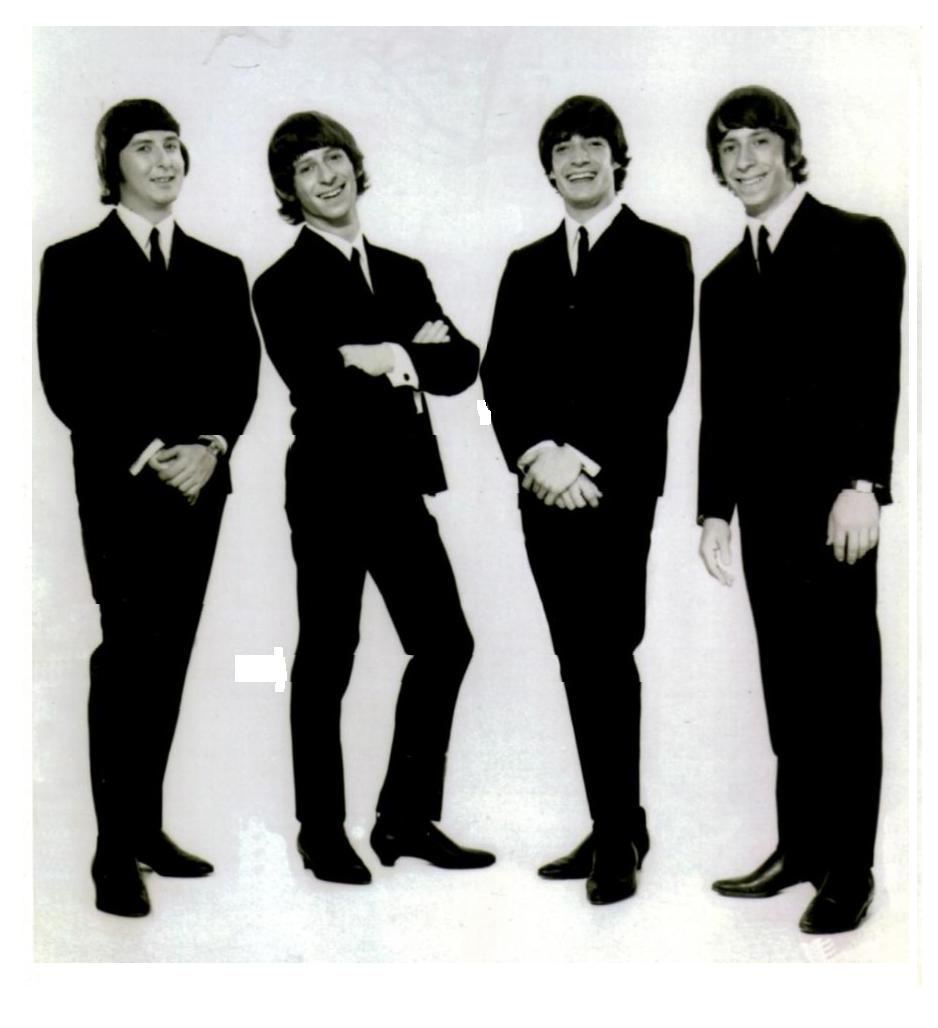
Osvaldo Fattoruso mit den Los Shakers.

Osvaldo Fattoruso (* 12. Mai 1948 in Montevideo; † 29. Juli 2012) war ein uruguayischer Komponist, Schlagzeuger und Perkussionist.
Osvaldo Fattoruso war der Bruder von Hugo Fattoruso. Bereits als Zwölfjähriger war er Schlagzeuger des Hot Club in Montevideo. Mit seinem Bruder Hugo, Roberto Capobianco und Carlos Vila bildete er ab 1964 die Los Shakers. Mit dieser Gruppe hatte er großen kommerziellen Erfolg. Die Platten der Los Shakers erschienen in Lateinamerika, den USA und Australien. In zahlreichen Ländern erreichten diese die Spitzenpositionen in den Verkaufscharts. Ab 1969 lebte Fattoruso in den USA. Dort gründete er ebenfalls mit seinem Bruder Hugo und Ringo Thielmann die Band Opa. 1981 kehrte er kurzzeitig nach Uruguay zurück und ließ sich ab dem Folgejahr in Buenos Aires nieder. In zahlreichen anderen Formationen trat er ebenfalls in Erscheinung, arbeitete mit diversen Solokünstlern als Schlagzeuger zusammen und nahm an internationalen Musikfestivals teil. So gehörte er später auch den Gruppen Barcarola und Otroshakers an. Mit der letztgenannten Formation veröffentlichte er 1981 "A los Shakers". Auch verwirklichte er Projekte zum Beispiel mit Rubén Rada, Litto Nebbia, Luis Alberto Spinetta, Alejandro Lerner, León Gieco, Fito Páez und Eduardo Mateo. In den 1990er Jahren erschienen einige gemeinsame Produktionen mit Mariana Ingold, mit der er bereits nach einer abermaligen Rückkehr nach Uruguay im Jahre 1988 die Platte "Cambio de clima" aufgenommen hatte. Seine Werke wurden auch von anderen Künstlern wie beispielsweise Charly García, Jaime Roos, Flora Purim und Pedro Aznar adaptiert. Später erkrankte er an Krebs und verstarb nach langjährigem Kampf gegen diese Krankheit.